# História da Filosofia Ocidental
História da Filosofia Ocidental é um livro de 1945 do filósofo britânico Bertrand Russell. Um levantamento da filosofia ocidental desde os filósofos pré-socráticos até o início do século XX, foi criticado pela generalização e omissões excessivas de Russell, particularmente do período pós-cartesiano, mas ainda assim tornou-se um sucesso popular e comercial e permaneceu na impressão desde a sua primeira publicação. Quando Russell recebeu o Prêmio Nobel de Literatura em 1950, A History of Western Philosophy foi citado como um dos livros que lhe valeu o prêmio. Seu sucesso proporcionou a Russell segurança financeira para a última parte de sua vida.

## História
O livro foi escrito durante a Segunda Guerra Mundial, tendo suas origens em uma série de palestras sobre a história da filosofia que Russell deu na Fundação Barnes na Filadélfia durante 1941 e 1942. Grande parte da pesquisa histórica foi feita pela terceira esposa de Russell, Patrícia. Em 1943, Russell recebeu um adiantamento de $ 3 000 dos editores e, entre 1943 e 1944, escreveu o livro enquanto morava no Bryn Mawr College. O livro foi publicado em 1945 nos Estados Unidos e um ano depois no Reino Unido. Foi reconfigurado como uma 'nova edição' em 1961, mas nenhum material novo foi adicionado. Correções e pequenas revisões foram feitas nas impressões da primeira edição britânica e na nova edição de 1961; nenhuma correção parece ter sido transferida para a edição americana (até mesmo o ano de nascimento de Spinoza continua errado).

## Resumo
A obra está dividida em três livros, cada um subdividido em capítulos. Cada capítulo geralmente lida com um único filósofo, escola de filosofia ou período.

### Filosofia Antiga
- Os pré-socráticos (incluindo Tales, Pitágoras, Heráclito, Parmênides, Empédocles, Anaximandro, Anaxímenes, Anaxágoras, Leucipo, Demócrito e Protágoras)
- Sócrates, Platão e Aristóteles
- Filosofia Antiga após Aristóteles (incluindo os Cínicos, Céticos, Epicureus, Estóicos e Plotino)

### Filosofia Católica
- Os Doutores (incluindo desenvolvimentos na filosofia judaica, filosofia islâmica - que ele chama de maometana, à moda de seu tempo - Santo Ambrósio, São Jerônimo, Santo Agostinho, São Bento e o Papa Gregório o Grande)
- Os escolásticos (incluindo João, o Escocês e Santo Tomás de Aquino)

### Filosofia Moderna
- Da Renascença a Hume (incluindo Maquiavel, Erasmus, More, Bacon, Hobbes, Descartes, Spinoza, Leibniz, Locke, Berkeley e Hume)
- De Rousseau até os dias atuais (incluindo Rousseau, Kant, Hegel, Byron, Schopenhauer, Nietzsche, os utilitaristas, Marx, Bergson, William James e John Dewey)
- O último capítulo desta seção, The Philosophy of Logical Analysis, trata das próprias visões filosóficas de Russell na época.

## Recepção
A History of Western Philosophy teve uma recepção mista, especialmente de críticos acadêmicos. Russell ficou um tanto consternado com a reação. O próprio Russell descreveu o texto como uma obra de história social, pedindo que fosse tratado dessa maneira. Ele também afirmou: "Eu considerava a parte inicial de minha História da Filosofia Ocidental como uma história da cultura, mas nas partes posteriores, onde a ciência se torna importante, é mais difícil se encaixar nessa estrutura. Fiz o melhor que pude, mas não tenho certeza de ter conseguido. Algumas vezes fui acusado por revisores de escrever não uma história verdadeira, mas um relato tendencioso dos eventos que arbitrariamente escolhi escrever. Mas, em minha opinião, um homem sem preconceitos não pode escrever uma história interessante - se, de fato, tal homem existe."
História da Filosofia Ocidental  foi elogiada pelos físicos Albert Einstein e Erwin Schrödinger.